# TruJet
TruJet — индийская региональная авиакомпания со штаб-квартирой в Хайдарабаде. Портом приписки перевозчика и его главным транзитным узлом (хабом) является международный аэропорт имени Раджива Ганди.

## История
Компания Turbo Megha Airways Private Limited (TMAP) была учреждена 14 марта 2013 года Ванкаялапати Умешом и индийским актёром Рам Чараном Теджа при участии 20 частных соинвесторов. Изначально фирма планировала работать на туристических маршрутах для путешественников среднего класса, эксплуатируя небольшие самолёты производства концерна ATR. 21 июля 2014 года TMAP получила сертификат индийского министерства гражданской авиации, а уже в следующем месяце учредители вступили в переговоры о продаже контрольного пакета акций холдингу Megha Engineering and Infrastructures Limited (MEIL) в Хайдарабаде.
В феврале 2015 года для осуществления коммерческих перевозок компания организовала подразделение TruJet, которое в начале июля того же года получило сертификат эксплуатанта индийского авиационного регулятора и 12 июля 2015 года запустила первый рейс из Хайдарабада в Тирупати. В мае 2017 года в разрешение на выполнение коммерческих авиаперевозок было внесено изменение, позволившее TruJet открывать и обслуживать регулярные маршруты между регионами страны в соответствии с утверждаемым правительством планом региональных маршрутов (UDAN).
12 июля 2020 года работа пяти из семи эксплуатировавшихся самолётов ATR 72 была остановлена арендодателем вследствие просрочки TruJet арендных платежей.
1 апреля 2021 года руководство Trujet объявило о покупке американской компанией «Interups» 49 % акций перевозчика. Глава «Interups» Лаксми Прасад в интервью бизнес-сайту Moneycontrol рассказал о планах существенно расширить маршрутную сеть авиакомпании как внутри страны, так и за её пределами, выйти на рынок грузовых авиаперевозок, чартеров и работать с вертолётным парком в области оказания скорой медицинской помощи. В соответствии с озвученным планом американская компания собирается инвестировать в покупку узкофюзеляжных самолётов Airbus A220 и Embraer E-Jet.

## Маршрутная сеть
В июне 2021 года маршрутная сеть авиакомпании TruJet охватывала следующие пункты назначения:
| Аэропорт                                              | Город       | Штат          | Примечания | Ссылки |
| ----------------------------------------------------- | ----------- | ------------- | ---------- | ------ |
| аэропорт Кадапа                                       | Кадапа      | Андхра-Прадеш |            |        |
| аэропорт Раджамандри                                  | Раджамандри | Андхра-Прадеш |            |        |
| аэропорт Тирупати                                     | Тирупати    | Андхра-Прадеш |            |        |
| аэропорт Виджаявада                                   | Виджаявада  | Андхра-Прадеш |            |        |
| международный аэропорт Даболим                        | Даболим     | Гоа           | Прекращено |        |
| международный аэропорт имени Сардара Валлабхай Пателя | Ахмадабад   | Гуджарат      |            |        |
| аэропорт Кандла                                       | Кандла      | Гуджарат      |            |        |
| аэропорт Порбандар                                    | Порбандар   | Гуджарат      |            |        |
| аэропорт Белгаум                                      | Белгаум     | Карнатака     |            |        |
| международный аэропорт Бангалор                       | Бангалор    | Карнатака     |            |        |
| аэропорт Бидар                                        | Бидар       | Карнатака     |            | [ 21 ] |
| аэропорт Майсур                                       | Майсур      | Карнатака     |            |        |
| аэропорт Видаянагар                                   | Видаянагар  | Карнатака     |            |        |
| аэропорт имени Ахилия Бай                             | Индаур      | Мадхья-Прадеш | Прекращено |        |
| аэропорт Аурангабад                                   | Аурангабад  | Махараштра    | Прекращено |        |
| аэропорт Джалгаон                                     | Джалгаон    | Махараштра    |            |        |
| аэропорт Колхапур                                     | Колхапур    | Махараштра    |            |        |
| международный аэропорт имени Чатрапати Шиваджи        | Мумбаи      | Махараштра    |            |        |
| аэропорт Нандер                                       | Нандер      | Махараштра    |            |        |
| аэропорт Насик                                        | Насик       | Махараштра    |            |        |
| аэропорт Джайсалмер                                   | Джайсалмер  | Раджастхан    |            |        |
| международный аэропорт Ченнаи                         | Ченнаи      | Тамилнад      |            |        |
| международный аэропорт Коимбатур                      | Коимбатур   | Тамилнад      | Прекращено |        |
| аэропорт Салем                                        | Салем       | Тамилнад      |            |        |
| международный аэропорт имени Раджива Ганди            | Хайдарабад  | Телингана     | хаб        |        |

## Флот
В январе 2020 года воздушный флот авиакомпании TruJet составляли следующие самолёты:
| Тип самолёта | В эксплуатации | Заказано | Пассажирских мест | Примечания |
| ------------ | -------------- | -------- | ----------------- | ---------- |
| ATR 72-500   | 6              | —        | 78                |            |
| ATR 72-600   | 2              | —        | 70                | [ 23 ]     |
| Всего        | 8              |          |                   |            |